# 次亜塩素酸リチウム
次亜塩素酸リチウム（じあえんそさんリチウム、英: Lithium hypochlorite）はリチウムの次亜塩素酸塩で、化学式LiClOで表される無機化合物。プールの消毒剤や、化学反応の試薬として用いられる。

## 安全性
ラットに投与した際の半数致死量は500 mg/kg。水の消毒に用いることにより、有害な副生成物が発生しているとの論争がある。